# العلاقات البوليفية الفنزويلية
العلاقات البوليفية الفنزويلية هي العلاقات الثنائية التي تجمع بين بوليفيا وفنزويلا.

## مقارنة بين البلدين
هذه مقارنة عامة ومرجعية للدولتين:
| وجه المقارنة                                              | بوليفيا                                          | فنزويلا                                  |
| --------------------------------------------------------- | ------------------------------------------------ | ---------------------------------------- |
| المساحة (كم2)                                             | 1.10 مليون                                       | 916.45 ألف                               |
| عدد السكان (نسمة)                                         | 11.05 مليون                                      | 28.87 مليون                              |
| الكثافة السكانية (ن./كم²)                                 | 10.05                                            | 31.5                                     |
| العاصمة                                                   | سوكري، لاباز                                     | كاراكاس                                  |
| اللغة الرسمية                                             | اللغة الإسبانية، اللغة الأيمرية، كتشوا، غوارانية | اللغة الإسبانية، لغة الإشارة الفنزويلية ‏ |
| العملة                                                    | بوليفاريو بوليفي                                 | بوليفار فنزويلي                          |
| الناتج المحلي الإجمالي (بليون دولار)                      | 37.51 مليار                                      | 482.36 مليار                             |
| الناتج المحلي الإجمالي (تعادل القوة الشرائية) بليون دولار | 74.58 مليار                                      |                                          |
| الناتج المحلي الإجمالي الاسمي للفرد دولار أمريكي          | 3.08 ألف                                         |                                          |
| الناتج المحلي الإجمالي للفرد دولار أمريكي                 | 6.63 ألف                                         |                                          |
| مؤشر التنمية البشرية                                      | 0.662                                            | 0.762                                    |
| رمز المكالمات الدولي                                      | +591                                             | +58                                      |
| رمز الإنترنت                                              | .bo                                              | .ve                                      |
| المنطقة الزمنية                                           | 00                                               | 00                                       |

## مدن متوأمة
في ما يلي قائمة باتفاقيات التوأمة بين مدن بوليفية وفنزويلية:
- ترتبط لاباز مع سانتا آنا دي كورو باتفاقية توأمة منذ 3 يناير 1984.

## منظمات دولية مشتركة
يشترك البلدان في عضوية مجموعة من المنظمات الدولية، منها:
| علم المنظمة | اسم المنظمة                                                          | تاريخ انضمام بوليفيا | تاريخ انضمام فنزويلا |
| ----------- | -------------------------------------------------------------------- | -------------------- | -------------------- |
|             | الاتحاد البريدي العالمي                                              | ?                    | ?                    |
|             | منظمة حظر الأسلحة الكيميائية                                         | ?                    | ?                    |
|             | منظمة التجارة العالمية                                               | 12 سبتمبر 1995       | ?                    |
|             | اتحاد دول أمريكا الجنوبية                                            | ?                    | ?                    |
|             | الأمم المتحدة                                                        | 14 نوفمبر 1945       | 15 نوفمبر 1945       |
|             | وكالة ضمان الاستثمار متعدد الأطراف                                   | 3 أكتوبر 1991        | 9 مايو 1994          |
|             | ميركوسور                                                             | ?                    | ?                    |
|             | منظمة الشرطة الجنائية الدولية                                        | ?                    | ?                    |
|             | مؤسسة التمويل الدولية                                                | 20 يوليو 1956        | 28 ديسمبر 1956       |
|             | البنك الدولي للإنشاء والتعمير                                        | 27 ديسمبر 1945       | 30 ديسمبر 1946       |
|             | الاتحاد الدولي للاتصالات                                             | 1 يونيو 1907         | 13 أغسطس 1920        |
|             | وكالة حظر الأسلحة النووية في أمريكا اللاتينية ومنطقة البحر الكاريبي ‏ | ?                    | ?                    |
|             | يونسكو                                                               | 13 نوفمبر 1946       | 25 نوفمبر 1946       |

## أعلام
هذه قائمة لبعض الشخصيات التي تربطها علاقات بالبلدين:
- ليديا غويلير تاخادا (رئيسة بوليفيا السابعة والستون، 28 أغسطس 1921[19] – 9 مايو 2011[19])
- والتر غيفارا (11 مارس 1912 – 20 يونيو 1996)

## وصلات خارجية
- موقع وزارة الخارجية البوليفية
- موقع وزارة الخارجية الفنزويلية